# Avonbeg
De Avonbeg (Iers:Abhann beag) is een rivier in Ierland. Ze ontspringt op de Carmenbologue Mountain in de Wicklow Mountains en stroomt in een zuidoostelijke richting door de Glenmalure-vallei. Daarna stroomt ze verder door de dorpen Greenan en Ballinaclash.
Bij de Meeting of the Waters vormt ze samen met de Avonmore de rivier Avoca, die bij Arklow in de Ierse Zee uitmondt.